# Hermann Knoll
Pour les articles homonymes, voir Knoll (homonymie).
Temple de la renommée Autriche :
Hermann Knoll (né le 10 décembre 1931 à Vienne en Autriche — mort le 26 mars 2015) est un joueur professionnel et entraîneur autrichien de hockey sur glace.

## Carrière

### En tant que joueur
Il grandit dans le quartier de Hernals, à proximité du terrain de hockey sur gazon du Post SV Wien. Il commence dans cette discipline et est champion d'Autriche à plusieurs reprises dans les années 1950. Avec l'équipe nationale, il participe aux Jeux olympiques d'été de 1952. Il commence également à jouer au hockey sur glace au sein du EK Engelmann, avec lequel il est champion d'Autriche en 1956 et 1957.
En 1957, il décide après la dissolution du EK Engelmann d'aller au Canada et va en autostop à Bremerhaven. Il arrive à Montréal et fait une saison dans le club-école des Canadiens de Montréal.
Après une année au Canada il revient en Autriche au EC Klagenfurt AC, où il met en application les techniques de tir appris au Canada et au hockey sur gazon. Il est le meilleur buteur de la saison 1960-1961 avec 50 buts. Il sera par la suite de nouveau champion d'Autriche avec l'EC Klagenfurt AC.
Hermann Knoll a 80 sélections dans l'équipe d'Autriche. Il participe aux Jeux olympiques de 1956 et 1964 et à huit championnats du monde.

### Carrière en tant qu'entraîneur
Après sa carrière de joueur, il devient entraîneur du EC Kitzbühel, du Wiener Eislauf-Verein ou du Grazer AK. Avec le Klagenfurter AC, il remporte le championnat. Puis il s'occupe de l'équipe d'Autriche des moins de 20 ans puis de l'EC Villacher SV. En 1977, il est joueur-entraîneur de l'EC Villacher SV puis entraîne l'équipe espoir. En 1980, il fait monter l'équipe d'Autriche des moins de 20 ans du groupe B au groupe A. Cependant elle est reléguée l'année suivante.

## Source de traduction
- (de) Cet article est partiellement ou en totalité issu de l’article de Wikipédia en allemand intitulé « Hermann Knoll (Eishockeyspieler) » (voir la liste des auteurs).